# NGC 1475
NGC 1475 (również PGC 1007783) – galaktyka eliptyczna (E) znajdująca się w gwiazdozbiorze Erydanu. Odkrył ją Francis Leavenworth w 1886 roku.